# Acronychia oblongifolia
L'Acronychia oblongifolia, o aspen blanc, és una espècie d'arbre pertanyent a la família de les rutàcies. És un arbre de talla petita a mitjana dels boscos temperats humits de l'est d'Austràlia, es distribueix des de Queensland fins a Victoria.

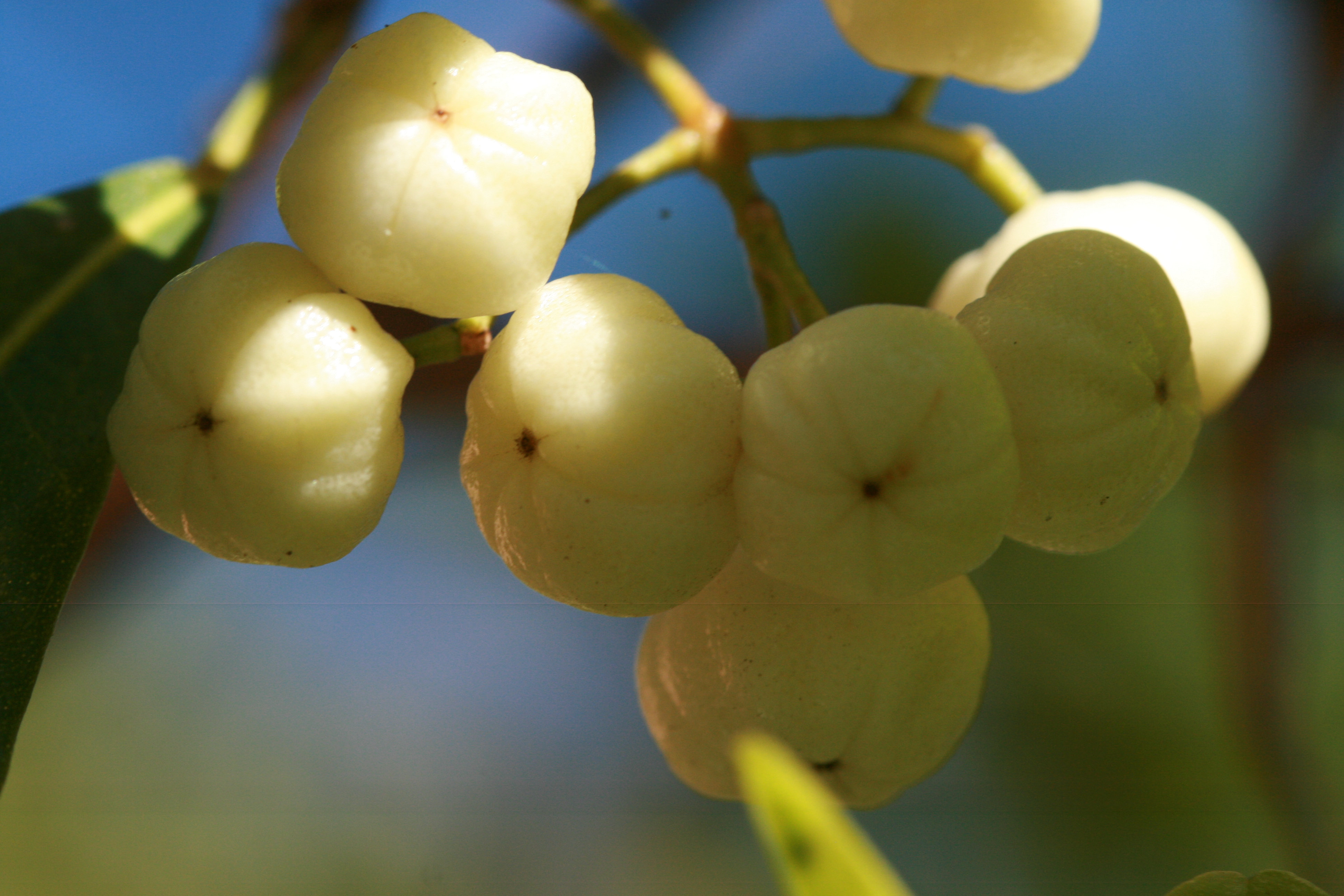
Fruits

## Descripció
Les fulles mesuren 3-12 cm de llarg i 1-5 cm d'ample, oblanceolades, vellutades, verda fosques i aromàtiques. Les flors mesuren 1 cm d'ample, a les quals li segueixen baies blanques, grogues o porpres que són comestibles.

## Usos
Les baies tenen un sabor agradablement picant i són aromàtiques, són utilitzades en melmelades.

## Taxonomia
Acronychia oblongifolia va ser descrita per (A.Cunn. ex Hook.) Endl. ex Heynh. i publicat en Alphabetische und Synonymische Aufzählung der Gewächse 2: 8. 1846.
Etimologia

Acronychia: nom genèric que deriva de les paraules gregues akros (punta) i ònix (arpa), en referència als pètals, que normalment estan connectats adaxialment en l'àpex.
oblongifolia: epítet llatí que significa "amb fulles oblongues"